# Габдулхаков, Ильдус Ахатович
Габдулха́ков Ильду́с Аха́тович (27.5.1962, Куеда, Пермская область, СССР ) — советский самбист и дзюдоист, чемпион мира, Заслуженный мастер спорта СССР по самбо (1990), Мастер спорта СССР по дзюдо.

## Биография
Ильдус Габдулхаков родился в 1962 году в посёлке Куеда Пермской области. С 1974 года начал занятия дзюдо в Куеде у тренера Коновалова В.М. После службы в СА, в 1983 году переехал в Пермь, где продолжил занятия в ДСО «Динамо» у тренера Лузина В.П.
В 1984 году занял второе место на первенстве Динамо среди молодёжи в Перми и также стал серебряным призёром на чемпионате России в Курске, в 1985 году выиграл первенство РСФСР «Динамо» в Волгограде. После этого, И. Габдулхаков перешёл в самбо.
В самбо, выступая в категории до 57 килограммов, в 1986 году занял третье место на Кубке СССР, в следующем году выиграл Кубок СССР и получил серебро на чемпионате СССР. Поступив в Чайковский филиал Челябинского государственного института физкультуры, переехал в Чайковский.
В 1988 году также был вторым на чемпионате СССР и выиграл Кубок Мира по самбо в 1989 году на чемпионате СССР занял третье место, а на Кубке Мира стал вторым.
Удачным для борца стал 1990 год, в котором он наконец выиграл чемпионат СССР, выиграл чемпионат Европы по самбо  и стал чемпионом мира по самбо. Закончил карьеру в 1992 году, заняв 2 место на международном турнире по дзюдо в Мадриде.
Женат, имеет двоих детей. На настоящее время проживает в Дзержинском . Некоторое время являлся Президентом федерации дзюдо Центрального округа России